# Anne Igartiburu
Anne Igartiburu Verdes, née le 16 février 1969 à Elorrio, est une actrice et présentatrice de télévision espagnole.

## Biographie
Elle étudie le marketing, puis commence à travailler pour la télévision locale de Mondragón, plus tard pour Euskal Telebista, Telecinco et actuellement TVE.

### Vie privée
Elle a 3 enfants et est divorcée du danseur Igor Yebra.

## Filmographie

### Télévision
- 1994 : Una pareja feliz
- 1997 : El imperdible
- 1997 : Maridos y mujeres
- 1997-2008 : Corazón de...
- 2005-2009 : ¡Mira quién baila!
- 2010 : Cántame cómo pasó
- 2010 : Un beso y una flor
- 2012-2013 : +Gente

### Cinéma
- 1998 : Star Trek : Insurrection de Jonathan Frakes
- 2002 : El lápiz del carpintero d'Antón Reixa
- 2004 : Luna negra

## Références

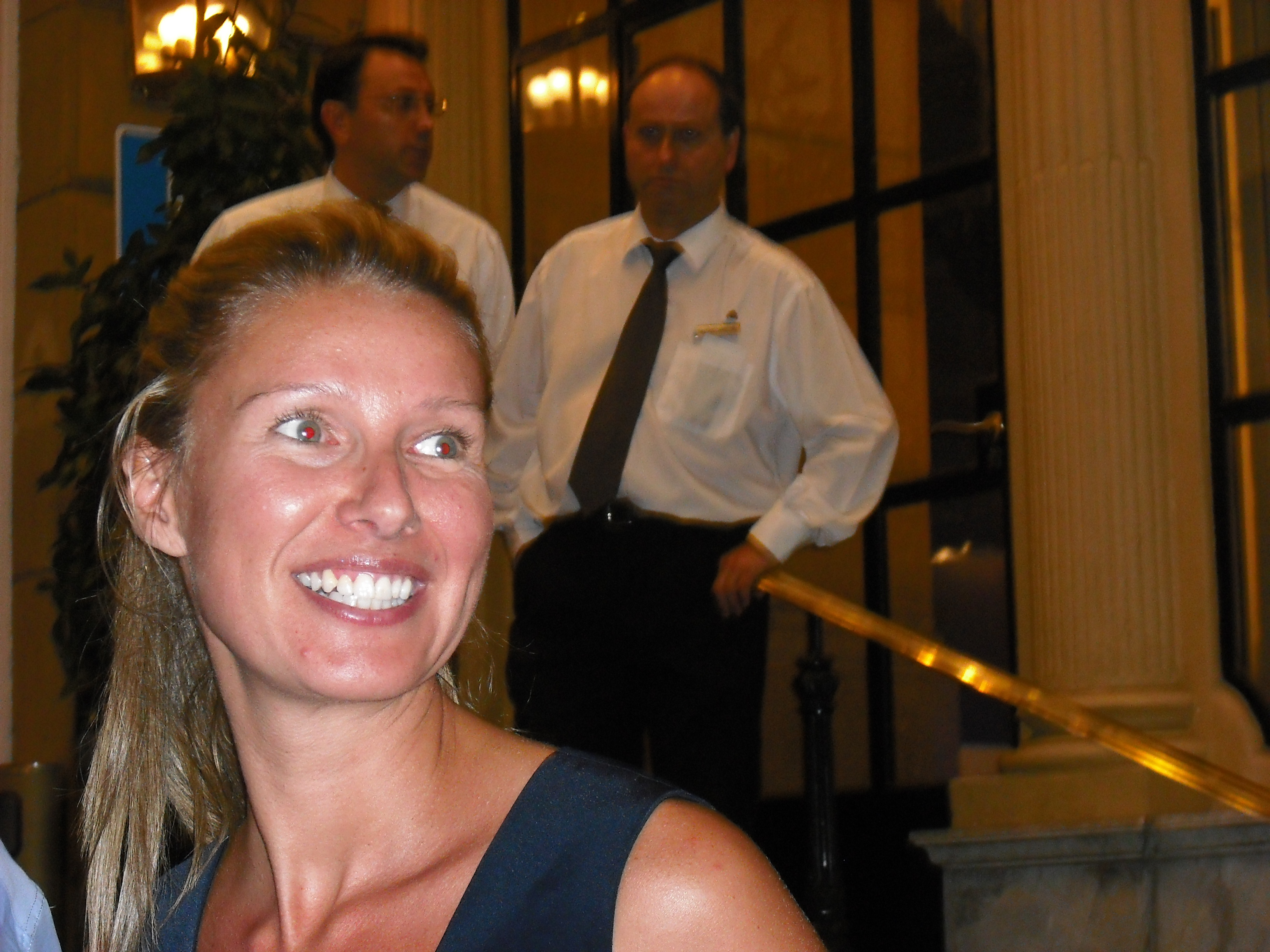
Anne Igartiburu en 2009.

## Distinctions
- Antena de Oro en 2005.